# Borysthenes emarginatus
Borysthenes emarginatus är en insektsart som beskrevs av Ronald Gordon Fennah 1956. Borysthenes emarginatus ingår i släktet Borysthenes och familjen kilstritar. Inga underarter finns listade i Catalogue of Life.